# Zamach stanu w Madagaskarze (2006)

Położenie Madagaskaru na mapie Afryki.

Zamach stanu w Madagaskarze w 2006 roku – nieudany zamach stanu, dokonany w Madagaskarze 18 listopada 2006 przez generała Andrianafidisoę, który ogłosił stan wojenny i wystąpił przeciw władzy prezydenta Marca Ravalomanany.

## Geneza
Andrianafidisoa, popularnie nazywany Fidy, był emerytowanym generałem oraz byłym dyrektorem Urzędu Kopalni Narodowych i Przemysłu Strategicznego (OMNIS). W październiku 2006 został wykluczony z udziału w, zaplanowanych na 3 grudnia 2006, wyborach prezydenckich z powodu nieuiszczenia wymaganego depozytu w wysokości 25 mln ariairów. W poprzednich wyborach prezydenckich w 2001 wspierał Marca Ravalomananę. 

## Zamach stanu i następstwa

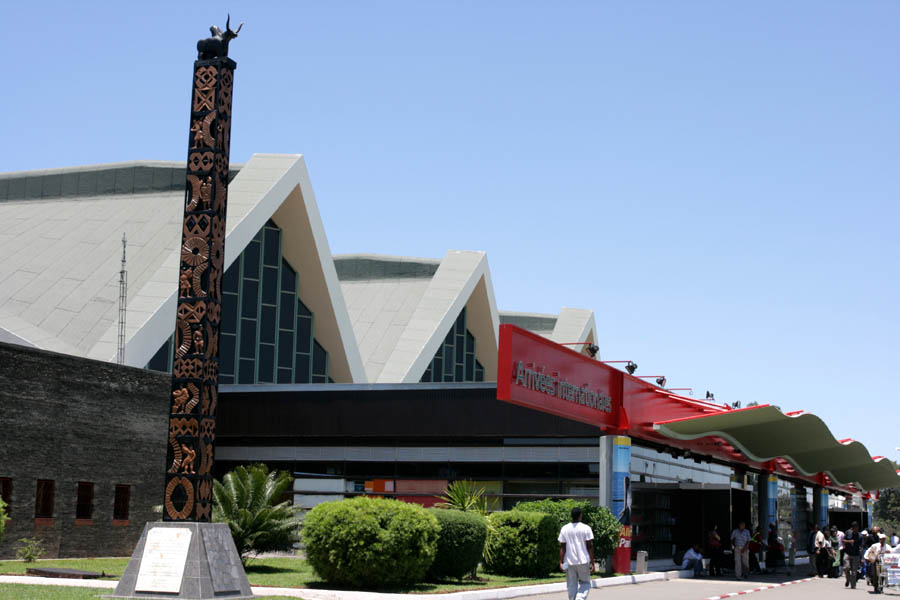
Port lotniczy w Antananarywie, w pobliżu którego doszło do starć zbrojnych

18 listopada 2006 generał Andrianafidisoa ogłosił wprowadzenie w Madagaskarze stanu wojennego, uznał władzę prezydenta Ravalomanany za niekonstytucyjną i szukając poparcia wśród żołnierzy, zajął bazę wojskową w pobliżu portu lotniczego Ivato w Antananarywie. 
Prezydent Ravalomanana przebywał w tym czasie poza granicami kraju, wracając z podróży z Europy. Jego lot zamiast do stolicy został skierowany do miasta Mahajanga. 
W okolicach stołecznego lotniska doszło do wymiany ognia między rebeliantami i siłami rządowymi, w którym zginął jeden żołnierz, a drugi został ranny. Zamachowcy zostali jednakże pokonani, a Andrianafidisoa ratował się ucieczką. 
22 listopada 2006, pozostający dalej w ukryciu generał, otrzymał poparcie od ośmiu kandydatów biorących udział w grudniowych wyborach prezydenckich, którzy stwierdzili że ten bronił konstytucji i interesów narodu.
Wybory z 3 grudnia 2006 wygrał prezydent Ravalomanana (55% głosów poparcia), a za schwytanie Andrianafidisoi wyznaczył nagrodę w wysokości 50 tysięcy USD. Generał został zatrzymany w hotelu w centrum stolicy 12 grudnia 2006 i nie stawiał oporu. W czasie procesu przekonywał, że jego celem nie był zamach stanu, lecz zwrócenie uwagi prezydentowi na złą sytuację w siłach zbrojnych. 2 lutego 2007 sąd skazał go na cztery lata pozbawienia wolności.